# António Holtreman
António Holtreman, (Lisboa, 18 Agosto 1812 - Lisboa, 12 Abril 1890), foi advogado e um abastado 
proprietário, pai do primeiro Visconde de Alvalade, Alfredo Augusto das Neves Holtreman. 
Liberal, responsável pela Gazeta dos Tribunais e um dos fundadores do Partido Histórico. Foi 
ainda vice-presidente da Associação dos Advogados em Lisboa e advogado de grandes casas 
aristocráticas, como a de Palmela ou a de Lafões.

## Família
Descendente por via masculina da família Holtreman, foi filho de Manuel Ribeiro Holtreman, Cavaleiro da Ordem de Santiago e de sua mulher Narcisa Perpétua de Oliveira e Seabra.

## Biografia
Foi secretário do governo civil de Santarém nomeado pelo ministro Passos Manuel, e foi eleito deputado por Alenquer nas eleições gerais que seguiram à revolução de 1851 (mais conhecida por Regeneração) que fez cair o ministério de Costa Cabral.
Frequentou durante um ano a Academia de Marinha e o curso de Física e Química que Mouzinho de Albuquerque regia no edifício da Moeda. Matriculou-se no primeiro ano de Filosofia da Universidade de Coimbra em 1827. Fechada a Universidade (durante 1828—1829) voltou a Lisboa e cursou o primeiro ano da Escola Médica. Quando a Universidade reabriu matricular-se no primeiro ano de Cânones e Leis que frequentou até 1831, ano em que tornou a fechar a Universidade.
Entusiasmando-se com o triunfo constitucional de 24 Julho de 1833, e animado pelas ideias liberais em que fora educado desde a infância, não pode fugir à tentação de tomar parte nas lutas da Liberdade e na noite desse mesmo dia partiu para Lisboa, onde chegou a 25, alistando-se no batalhão académico onde se conservou até a Convenção de Evoramonte, assinada em 26 de Maio de 1834, sendo nessa ocasião também extinto o batalhão académico. Desde fins de 1833 até princípios de 1834 exerceu interinamente o ofício de contador dos órfãos de Lisboa. Reabrindo a Universidade, nesse mesmo ano de 1834, voltou a matricular-se, frequentando a faculdade de Leis e Cânones, vindo a formar-se em 1836.
De regresso a Lisboa, triunfando a Revolução de Setembro, a favor da qual se manifestara, foi nomeado pelo ministro Passos Manuel, secretário do governo civil de Santarém. Demitiu-se depois deste lugar, estabelecendo banca de advogado em Santarém e transferindo-se em 1841 para Lisboa, onde até ao fim da vida continuou exercendo a mesma profissão. De sociedade com o seu colega dr. António Gil tomou ao dr. Francisco Inácio Pinheiro a propriedade da Gazeta dos Tribunais, tendo então mantido esta publicação durante 30 anos. 
No período de 1841 a 1844, por causa da guerra civil, o governo perseguia a Imprensa que lhe era contrária e António Holtreman, reconhecido liberal, tomou-se um defensor dos jornais da oposição acusados de abuso de liberdade de imprensa, de que resultou ser preso em 1844 à ordem do ministério Costa Cabral, sendo encerrado no Limoeiro, passando depois para bordo do cúter “andorinha”, e conduzido ao castelo do Pico, no Funchal donde voltou em meados do mesmo ano.
Entregando-se à política, no Partido Histórico, em que sempre militara, foi eleito deputado por Alenquer nas eleições gerais que seguiram à revolução de 1851, que fez cair o ministério Costa Cabral. A sua atuação política foi brilhante, mas curta, pois a câmara foi dissolvida em 1852. António Holtreman abandonou definitivamente a política em 1856.  
Foi advogado dos altos interesses do seu tempo e deu o seu valioso auxílio à elaboração do Código Comercial. Colaborou na Gazeta dos Tribunais e na Revista Universal.

## Casamento e descendência
Casou em primeiras núpcias com Maria da Piedade de quem teve dois filhos:
- António Holtreman
- José Holtreman

E casou em 4 de Junho de 1836 em segundas núpcias com Libânia Augusta das Neves e Melo de quem teve 6 filhos e filhas:
- Alfredo Augusto das Neves Holtreman - Advogado em Lisboa, proprietário, empresário, 1.º Visconde de Alvalade, Fundador, Principal Benemérito, 1.º Presidente e Presidente-Honorário do Sporting Clube de Portugal
- Amândio Augusto das Neves Holtreman - Médico do Hospital de São José e da Santa Casa da Misericórdia de Lisboa
- Julia Holtreman
- Artur Holtreman
- Adelino Holtreman
- Narcisa das Neves Holtreman